# Під (западина)

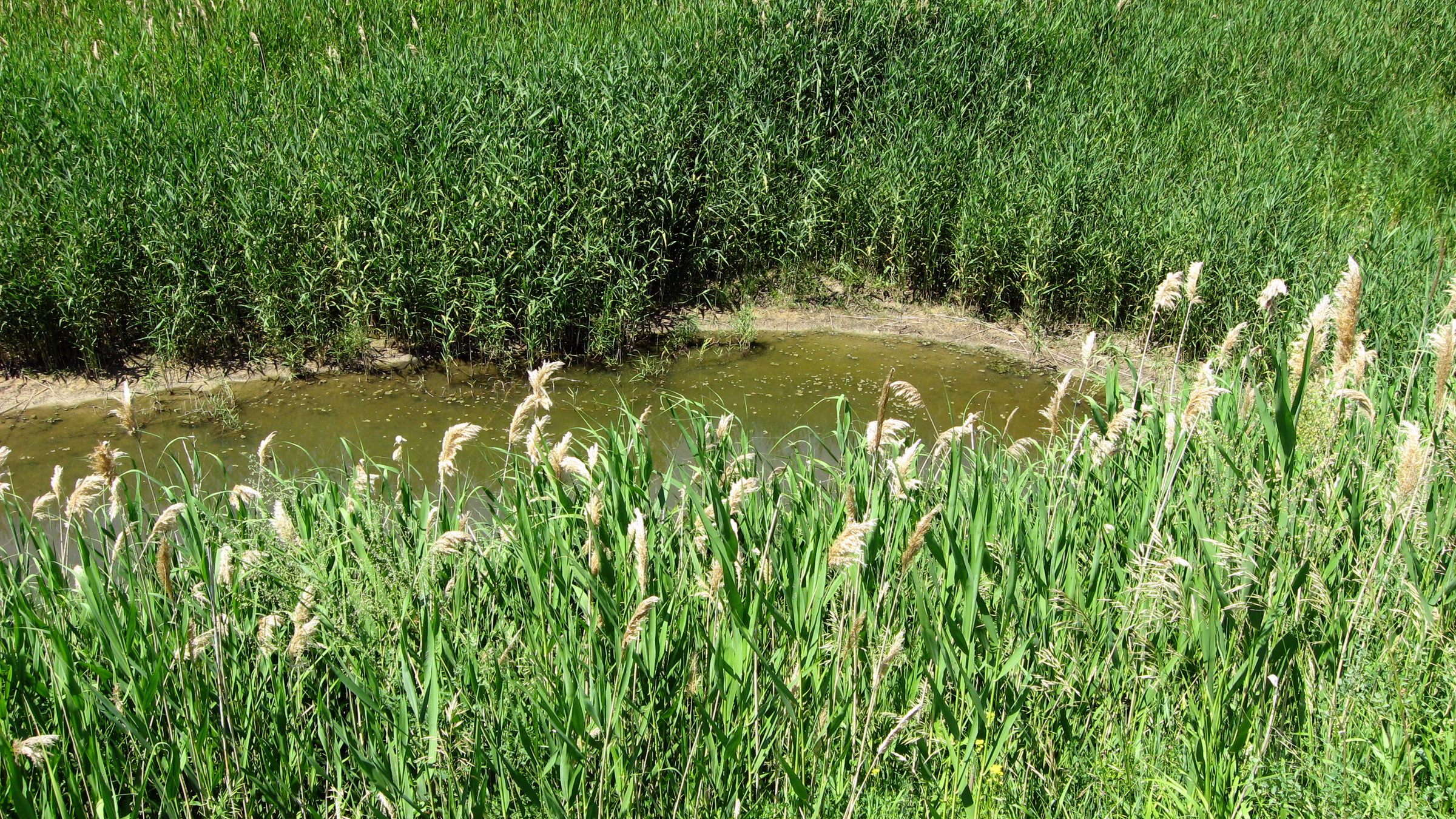
Степовий під. Запорізька область

Під, подина, степове блюдце (рос. поды, англ. hollows; нім. Senke f, Einsenkung f, Einsatt(e)lung f, Vertiefung f) — плоскодонні, замкнені западини на земній поверхні, здебільшого округлої чи овальної форми. Мають власну мережу балок (роздолів). Поширені на півдні України.